# Jestem jaka jestem
Jestem jaka jestem − pierwszy singiel promujący trzecią płytę zespołu Łzy pt. Jesteś jaki jesteś. Jest jednym z największych przebojów zespołu. Nakręcono do niego teledysk.

## Spis utworów
1. Jestem jaka jestem sł. i muz. Łzy 3:40